# Edward Forski
Edward Forski (ur. 4 czerwca 1916 w Wierzchosławicach, zm. 1 listopada 2016) – polski organista, jeden z najdłużej czynnie działających organistów w Europie, dyrygent chóru św. Cecylii w Strzegomiu.
W 1936 ukończył Salezjańską Szkołę Muzyczną w Przemyślu. W 1952 związał się z parafią pw. św. Apostołów Piotra i Pawła w Strzegomiu, gdzie objął stanowisko organisty i kancelisty. Był także współzałożycielem i chórmistrzem chóru parafialnego.
Honorowy obywatel miasta Strzegomia (2006).